# Колхозный театр (журнал)
«Колхозный театр» — советский театральный журнал, издававшийся в Москве в 1934-1936. Редактор Ф. И. Панфёров. Выходил ежемесячно в издательстве ЦК ВКП(б) «Крестьянская газета».
C января 1934 по май 1936 вышло всего 49 номеров (в 1934 — 16, 1935 — 24, 1936 — 9). Выходило приложение к журналу — Библиотека журнала «Колхозный театр», который выходил по сериям: «Театральный репертуар», «Репертуар чтеца», «Театральная учёба», «Музыкальный репертуар», «Музыкальная учёба», «Досуг и развлечение».
Преобразован из журнала «Самодеятельное искусство» (1932—1933), сменивший журналы «Искусство массам» (для деревни) (1931) и «Деревенский театр» (1925—1931).

## Редколлегия
Редактор — Ф. И. Панфёров, замредактора — Л. А. Субботин. Редактор музыкального раздела — Н. Я. Брюсова.

## Библиографическое описание
Колхозный театр : журнал по театру и музыке в деревне. — М. : Издательство «Крестьянская газета», 1934—1936.